# Подолско войводство
Подолското войводство (на полски: Województwo podolskie, на латински: Palatinatus Podoliae) е административно-териториална единица в състава на Полското кралство и Жечпосполита. Административен център е град Каменец Подолски.
Войводството е създадено през 1434 година от крал Владислав III Варненчик, като част от Полското кралство. През годините територията му е разделяна административно на различен брой повяти с различни повятски центрове, докато накрая са утвърдени три – Червоногрудски, Каменецки и Лятиховски. След сключването на Люблинската уния, с която се образува Жечпосполита, войводството става част от Малополската провинция на Полското кралство. В Сейма на Жечпосполита е представено от трима сенатори (каменецкия епископ, войводата и кастелана) и шестима депутати.
В резултат на първата подялба на Жечпосполита (1772), югозападната част на войводството с град Червоногруд е анексирана от Хабсбургската държава. При втората подялба на Жечпосполита (1793) останалата част от територията му е анексирана от Руската империя.